# East Lynne
East Lynne és una població dels Estats Units a l'estat de Missouri. Segons el cens del 2000 tenia 300 habitants.

## Demografia
Segons el cens del 2000, East Lynne tenia 300 habitants, 107 habitatges, i 75 famílies. La densitat de població era de 413,7 habitants per km².
Dels 107 habitatges en un 42,1% hi vivien nens de menys de 18 anys, en un 57% hi vivien parelles casades, en un 5,6% dones solteres, i en un 29,9% no eren unitats familiars. En el 25,2% dels habitatges hi vivien persones soles el 12,1% de les quals corresponia a persones de 65 anys o més que vivien soles. El nombre mitjà de persones vivint en cada habitatge era de 2,8 i el nombre mitjà de persones que vivien en cada família era de 3,4.
Per edats la població es repartia de la següent manera: un 31,7% tenia menys de 18 anys, un 10% entre 18 i 24, un 30,3% entre 25 i 44, un 16,7% de 45 a 60 i un 11,3% 65 anys o més.
L'edat mediana era de 34 anys. Per cada 100 dones de 18 o més anys hi havia 107,1 homes.
La renda mediana per habitatge era de 38.472 $ i la renda mediana per família de 46.875 $. Els homes tenien una renda mediana de 29.167 $ mentre que les dones 21.042 $. La renda per capita de la població era de 14.055 $. Entorn del 2,7% de les famílies i el 6,1% de la població estaven per davall del llindar de pobresa.

## Poblacions més properes
El següent diagrama mostra les poblacions més properes.